# 羊子喬
羊子喬（1951年5月4日—2019年8月30日），本名楊順明，台南縣佳里鎮（今臺南市佳里區）人，為西拉雅族人，台灣詩人。在台灣文學的創作、研究、資料蒐集，以及相關活動的推廣上，皆有所成就。生前曾在國立台灣文學館任職。

## 生平
1969年羊子喬與好友吳重禮、黃昭敏在故鄉佳里鎮創辦《欣欣文藝》，發行兩期後停刊。同年5月4日，在佳里鎮舉辦文藝座談會，邀請白萩、林宗源、陳明台、拾虹等人參加，與會學員二十多位。這場小型文藝聚會，據主辦人之一羊子喬的定位是：「這是鹽分地帶光復後第一次文藝聚會，具有傳薪的意義。」
1971年在台北唸書，與杜文靖、黃崇雄、黃勁連等人成立「主流詩社」，並發行主流詩刊。主流詩社在1973年南鯤鯓代天府舉辦「第一屆全國詩人聯誼會」，邀請當時國內重要的詩人、學者參加，提供情感交流及辯論的空間。
1976年參加「南瀛文藝營」，得到講師張良澤的啟發，開始關注台灣文學。同年認識張恆豪，在對方的誘導之下，開始蒐集日治時期的文學刊物，也開始拜訪日治時期的台灣作家，為日後的創作及研究奠定基礎。
1977年鄉土文學論戰爆發，不斷反思「為何寫詩？」、「為誰而寫？」，以及「台灣文學的傳統在哪裡？」之類的問題。
1978年10月其台語詩作〈收成〉發表在《前衛叢刊》第2輯，多年以後，收錄在林央敏編的台語詩選集--《台語詩一世紀》。
其〈光復前鹽分地帶的文學〉一文發表在1978年10月25~27日的聯合副刊。這是羊子喬訪談前輩作家郭水潭的初步成果。以往，人們主要是透過吳新榮這位作家的詩作，來了解日治時期的鹽分地帶文學。由於缺乏同時代作家的現身說法，以及學者對其他作家的研究，吳新榮的文藝觀、創作觀，以及詩作特色，幾乎跟鹽分地帶新文學作家劃上等號。自羊子喬訪談郭水潭後，鹽分地帶文學(不論傳統詩文還是新文學)逐漸受到人們關注；年輕學者、作家對前輩作家的訪談及作品整理，越來越多，而當時與吳新榮一起交遊的林芳年，也開始寫作鹽分地帶文學的相關文章。
1979年與黃勁連、黃崇雄、杜文靖等人策畫、籌辦「鹽分地帶文藝營」。往後，羊子喬持續參與這個營隊的籌畫工作，並且多次擔任文藝營的講師。
1979年得到好友張恆豪的幫助，進入遠景出版社工作，主編「光復前台灣文學全集」。「光復前台灣文學全集」的新詩四卷，在1983年完成、出版。這段期間，羊子喬著手編輯楊華、郭水潭的作品，郭水潭作品在多年後出版，而楊華作品的整理，奠定其日後研究楊華及其作品的基礎。
1983年任職《自立晚報》。1987年解嚴以後，參與自立早報的創刊工作。1994年10月因自立報社易主而離職。
1993年出任台灣筆會的主任幹事。
1994年11月1日至2001年底，任職立委彭百顯國會辦公室。在職期間，曾經策動「立委彭百顯國會辦公室」與「台灣筆會」響應彭瑞金及台灣教授協會等十八個團體所發動的台灣文學進入教育體制運動，召開公廳會，要求教育部正視這些訴求，因而促成多所大學設立台灣文學系所的風潮。
1994年台南縣文化中心出版《郭水潭作品集》，該文集由羊子喬主編，在遠景任職時期就已經完成。隔年榮獲第三屆南瀛文學獎。
1997年底至2004年，擔任南投縣政府縣長辦公室主任、南投縣文化基金會常務董事，後自南投縣政府離職，返回台北，為生計奔波。2004年，得到好友張恆豪及向陽的鼓勵，參加國立台灣師範大學台灣文學所推甄考試；錄取以後，隨即就讀，以日治時期名詩人楊華為研究對象。其碩士論文〈楊華及其作品研究〉2007年獲得春暉出版社出版。2007年以後到今天，其任職國立台灣文學館，向民眾推廣台灣文學。

## 著作列表[4]
- 有多本詩集出版，有《月浴》、《收成》、《該是春天為我們開門的時候》、《羊子喬卅年詩選》等書。
- 散文集有《太陽手記》、《輪迴》、《走過人生街頭》、《微笑人生》等書。
- 評論集有《蓬萊文章台灣詩》、《神秘的觸鬚》、《黑潮輓歌──楊華及其作品研究》、《島上詩鼓手──陳千武文學評傳》等書。
- 重要的主編作品有《鹽分地帶文選》、《光復前台灣文學全集》(新詩四卷)、《郭水潭作品集》、《藍紅綠作品集》、《楊華作品集》等書。
- 重要的單篇論文及相關論述有〈光復前鹽分地帶的文學〉、〈光復後鹽分地帶的文學〉、〈移植的花朵──深受超現實主義影響的風車詩社〉等文章。

## 資料來源及註解
1. ↑  羊子喬/著，〈光復後鹽分地帶的文學〉，刊載在民國71年(1982年)7月31日《自立晚報》的副刊。
2. ↑  楊順明/著，〈後記〉，《黑潮輓歌──楊華及其作品研究》，高雄市：春暉出版社，2007年9月，頁161。
3. ↑  楊順明/著，〈後記〉，《黑潮輓歌──楊華及其作品研究》，高雄市：春暉出版社，2007年9月，頁162。
4. ↑  國立台灣文學館/編著，《遇見台灣詩人一百：一百位詩人簡介》，2011年「遇見台灣詩人一百」展覽的小冊子。

- 台灣作家作品目錄資料庫——羊子喬 （页面存档备份，存于）